# Villanova del Battista
Villanova del Battista ist eine Gemeinde mit 1468 Einwohnern (Stand 31. Dezember 2023) in der Provinz Avellino, Region Kampanien.
Die Nachbarorte von Villanova del Battista sind Ariano Irpino, Flumeri und Zungoli.

## Bevölkerungsentwicklung
Villanova del Battista zählt 801 Privathaushalte. Zwischen 1991 und 2001 fiel die Einwohnerzahl von 2233 auf 1998. Dies entspricht einer prozentualen Abnahme von 10,5 %.